# Ingénierie

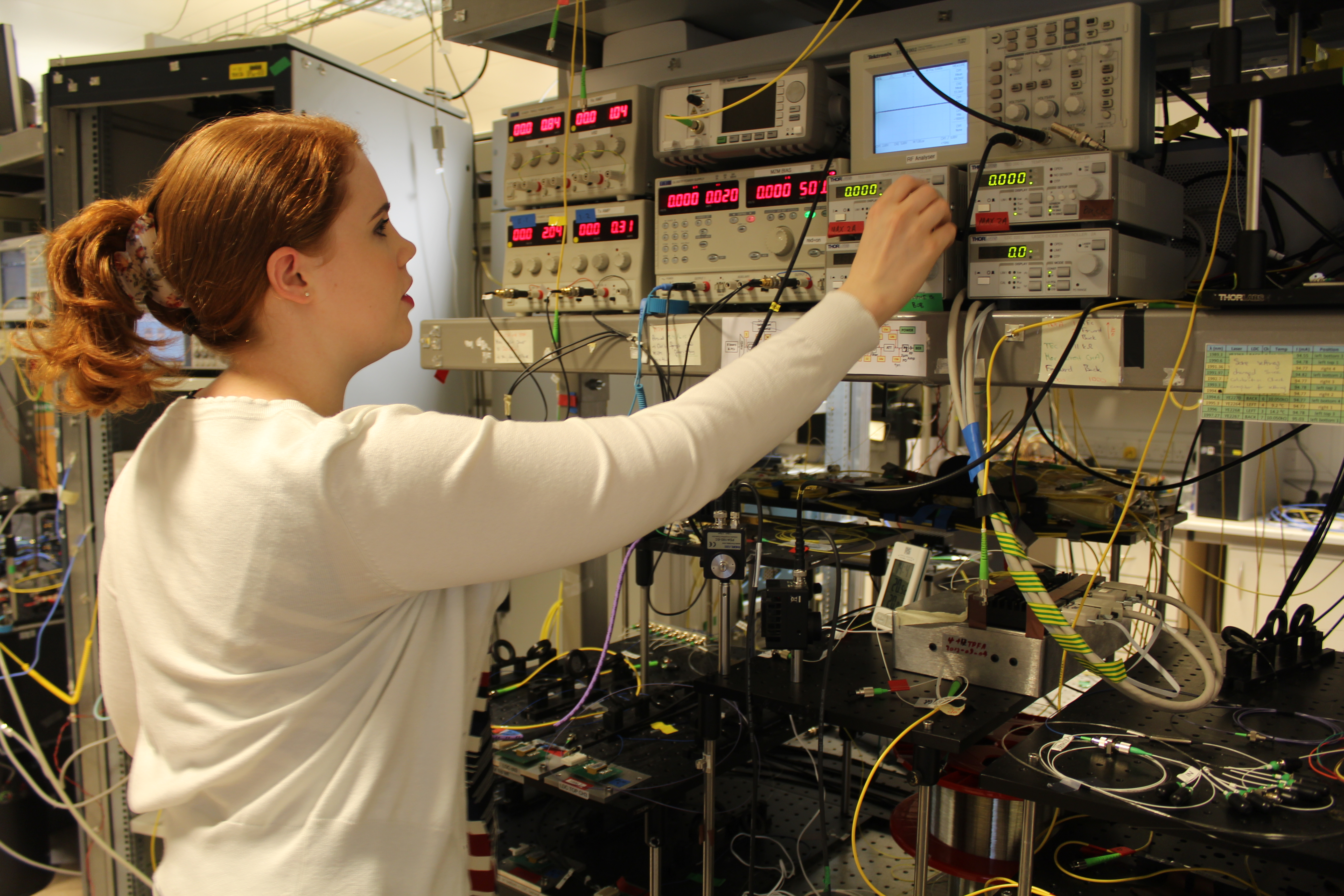
Réglage d'un wattmètre sur un banc d'essai de système de communication optique.

L'ingénierie est l'ensemble des fonctions qui mènent de la conception et des études, de l'achat et du contrôle de fabrication des équipements, à la construction et à la mise en service d'une installation technique ou d'un système industriel.
Par extension, le terme est aussi souvent utilisé dans d'autres domaines : on parle par exemple d'ingénierie informatique, d'ingénierie pédagogique ou d'ingénierie financière.
Cette activité est actuellement exercée à titre principal par des sociétés dites « sociétés d'ingénierie » qui étudient, conçoivent et font réaliser tout ou partie d'un aménagement (portuaire, routier, etc.), d'un ouvrage (hôpital, usine, etc.) ou d'un équipement (tronçon d'avion Airbus, véhicule électrique, etc.).
Le terme « ingénierie » est un terme introduit assez récemment dans la langue française, par abandon durant la seconde moitié du XXe siècle du terme « génie », désignant l'art de l'ingénieur.

## Activité scientifique

### Ingénierie et STIM
L’ingénierie est une activité rigoureuse de conceptualisation et de réalisation d'ouvrages d’art fonctionnels et de construction d'ensembles structuraux, mécaniques, chimiques, électriques, électromécaniques, électroniques ou mécatroniques.
Cette activité s’exécute alors selon des règles de l’art et une rigueur scientifique qui est, selon le pays, acquise après des études scientifiques (France par exemple) ou des formations internes (Allemagne, États-Unis, etc.).
Les principes sur lesquels reposent l’ingénierie et sa méthode sont éminemment logiques. Ses référents sont d’ordre techniques, scientifiques et mathématiques (STIM).

### Écart important des femmes en STIM et problème de perception
(novembre 2021).
Au fil des décennies, malgré les avancées réalisées, l'enseignement des STIM reste inaccessible à tous et les inégalités entre les genres persistent. Les filles semblent perdre leur intérêt pour l'ingénierie en grandissant et leur participation aux études avancées au niveau de l'enseignement secondaire est déjà inférieure. Par exemple, une étude[Laquelle ?] menée aux États-Unis a révélé un écart entre les intentions des étudiants de poursuivre des études en sciences et en ingénierie et leur obtention de diplômes dans ces domaines. Des constatations similaires ont été observées dans une étude[Laquelle ?] sur les étudiants en ingénierie en Corée du Sud. 
Les stéréotypes de genre prédominants concernant les STIM expliquent ces écarts - "les garçons sont meilleurs en maths et en sciences que les filles" et "les carrières scientifiques et d'ingénierie sont des domaines masculins". Cependant, les filles qui ont le plus confiance en elles et qui croient le plus en leurs capacités dans les STIM obtiennent de meilleurs résultats scolaires et ont de meilleures chances de poursuivre des carrières dans ce domaine. Une étude[Laquelle ?] a montré que lorsque les filles étaient informées que leurs compétences cognitives pouvaient s'améliorer grâce à l'apprentissage et à la pratique, elles réussissaient mieux aux tests de mathématiques et étaient plus susceptibles de s'intéresser à des études futures dans ce domaine.
Les opportunités de pratique dans des domaines tels que l'ingénierie peuvent également renforcer la confiance en soi et l'intérêt des filles. Des programmes visant à renforcer les compétences des filles dans les TIC existent afin de promouvoir leur participation dans ce domaine.
Une étude[Laquelle ?] réalisée au Danemark sur les raisons du choix d’une carrière en ingénierie a constaté que les hommes étaient plus influencés par des raisons intrinsèques et financières et les femmes beaucoup plus influencées par le mentorat.

## Sources
- Cet article est partiellement ou en totalité issu de la page « Déchiffrer le code : l'éducation des filles et des femmes aux sciences, technologie, ingénierie et mathématiques (STEM) » de UNESCO, le texte ayant été placé par l’auteur ou le responsable de publication sous la CC BY-SA 3.0 IGO